# 德里克·斯图尔德
德里克·斯图尔德（英語：Derek Steward，1928年10月9日—2017年10月12日），新西兰男子田径运动员。他曾代表新西兰参加1950年大英帝国运动会田径比赛，获得男子4×440码接力铜牌。